# Monumento a Colón (Madrid)
El monumento a Cristóbal Colón de Madrid (España) se encuentra en la plaza del mismo nombre formando una isleta en el paseo de la Castellana, desde que fuera trasladada en 2009 de su anterior emplazamiento en el ángulo suroeste del espacio llamado Jardines del Descubrimiento. Es obra de Arturo Mélida (proyecto y pedestal) y de Jerónimo Suñol (estatua) y fue erigido entre 1881 y 1885.

## Historia

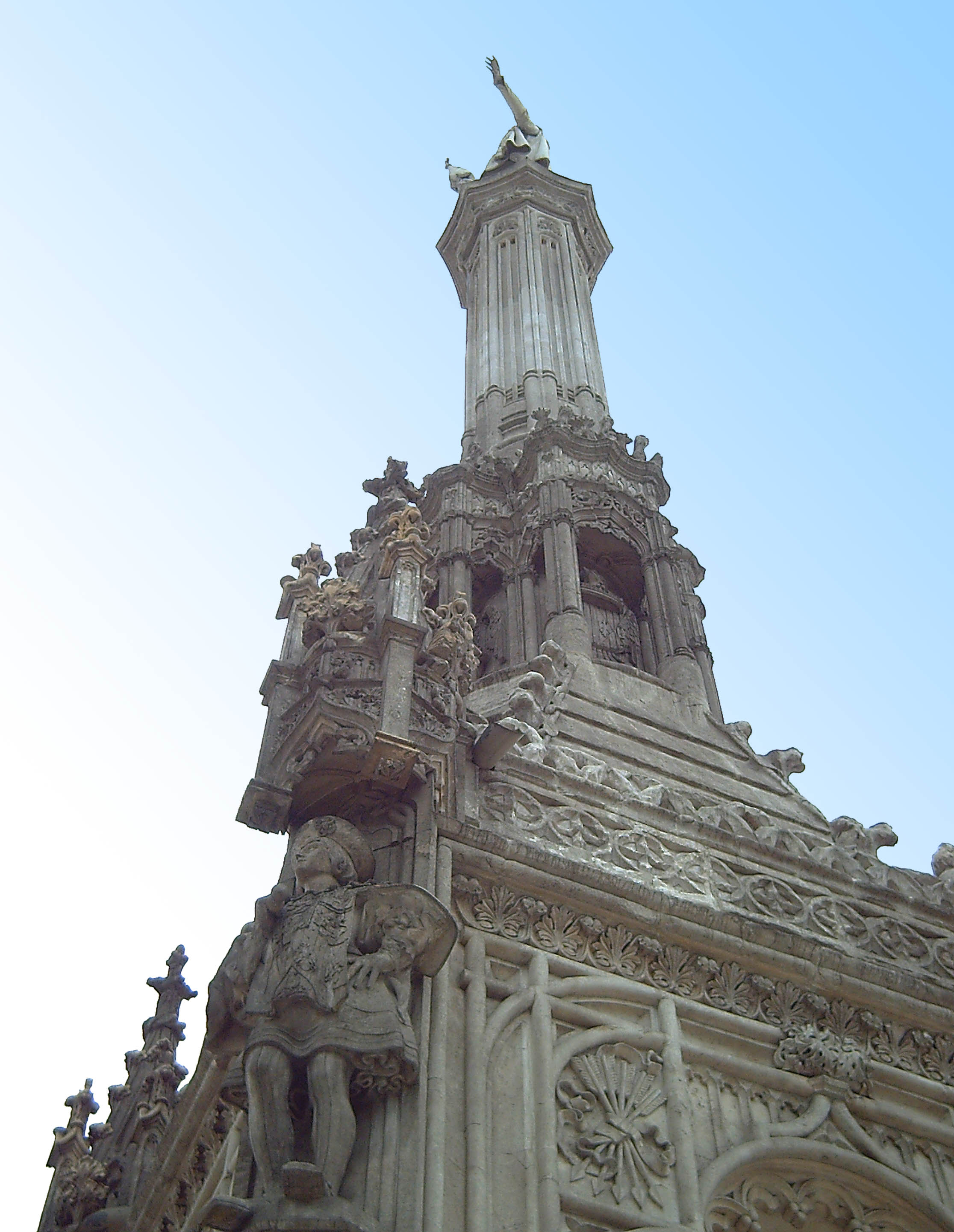
Uno de los cuatro heraldos bajo doseletes góticos.

Para conmemorar el matrimonio real entre Alfonso XII y María de las Mercedes de Orleans (23 de enero de 1878), en 1877 se convocó un concurso público al que se presentaron cuatro proyectos para erigir un monumento a Cristóbal Colón. El ganador fue el de Arturo Mélida, aunque la estatua que remata el proyecto, finalmente, la labró Jerónimo Suñol.
Las obras se iniciaron en 1881 y concluyeron en 1885, previéndose la inauguración para el 4 de enero de 1886, aniversario del retorno de Colón de su primer viaje. Sin embargo, la muerte del monarca (25 de noviembre de 1885) obligó a suspenderla, y finalmente, coincidiendo en fecha exacta con el cuarto centenario del Descubrimiento de América, el 12 de octubre de 1892 se hizo entrega de la obra, aunque sin ceremonia especial, al Ayuntamiento de Madrid.
Originariamente el monumento estaba ubicado en el centro de la plaza, pero en 1973, a causa de los trabajos de remodelación de la misma, se trasladó al extremo derecho de los Jardines del Descubrimiento, hasta el año 2009 en el que el Ayuntamiento de Madrid, dentro de las obras de remodelación del eje Prado-Recoletos devolvió la columna y la estatua del almirante a su ubicación original en el centro de la rotonda del paseo de la Castellana.

## Descripción

### Pedestal
El largo pedestal sobre el que asienta la estatua es de estilo neo-gótico isabelino y tiene una altura total de diecisiete metros. Se compone de cuatro cuerpos: el inferior, de planta cuadrada (4 x 4 metros); sobre este, uno troncopiramidal; el tercero, ochavado; y por último un pilar, también ochavado. Todo este conjunto, labrado en piedra, contiene elementos característicos del siglo XV (arcos conopiales y apuntados, pináculos, tracerías, cardinas, etc.) y diversos símbolos heráldicos.
En las cuatro caras de la base figuran los siguientes relieves:
- Oeste: la reina Isabel (centro) ofreciéndose a empeñar sus joyas en ayuda de la empresa de Colón (izquierda). A la derecha, un reclinatorio con un crucifijo. Sobre la escena, dos pequeñas cartelas angulares muestran los nombres de Luis de Santángel y Luis de Quintanilla.
- Sur: la Virgen del Pilar con el Niño entre dos ángeles. Debajo de ella, los nombres de las carabelas Pinta (izquierda) y Niña (derecha) y de la nao Santa María (centro). Más abajo los de los Pinzones, el del piloto Juan Costa y los ochenta y un tripulantes de la expedición.
- Este: Colón exponiendo sus proyectos a Diego de Deza. Dos pequeñas cartelas superiores con los nombres de fray Juan Pérez y Fray Antonio de Marchena.
- Norte: una carabela con el globo terráqueo y la leyenda «A CASTILLA Y A LEÓN / NUEVO MUNDO / DIÓ COLÓN». En el basamento, «1885».

En los cuatro ángulos de la mencionada base aparecen sendos heraldos bajo doseletes rematados por pináculos y cresterías. A continuación, el cuerpo troncopiramidal da paso al tramo octogonal corto (antes del pilar), en cuyos lados, y dentro de unos arquillos, hay relieves de los escudos de los reinos hispánicos de la época isabelina.

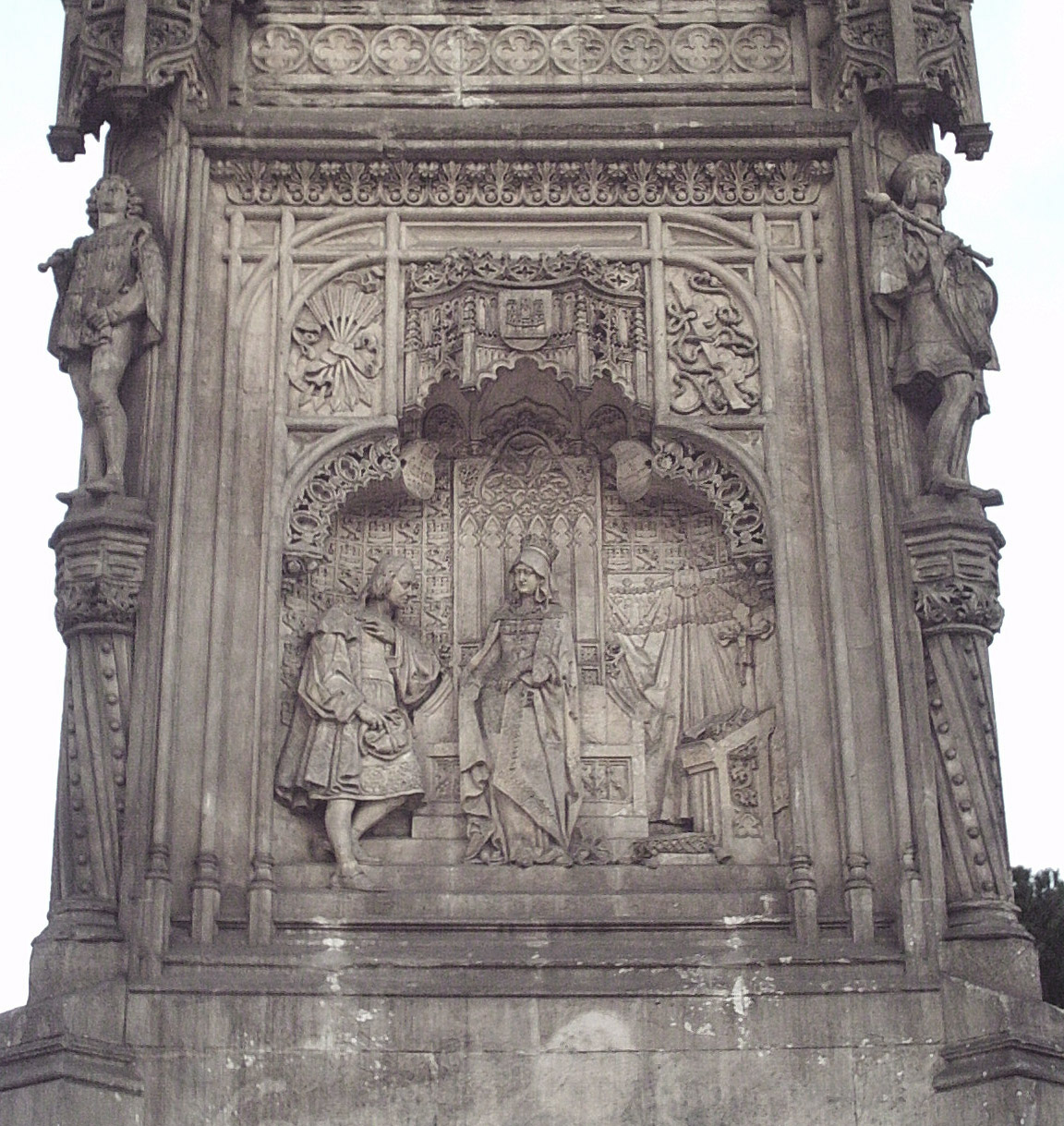
Oeste
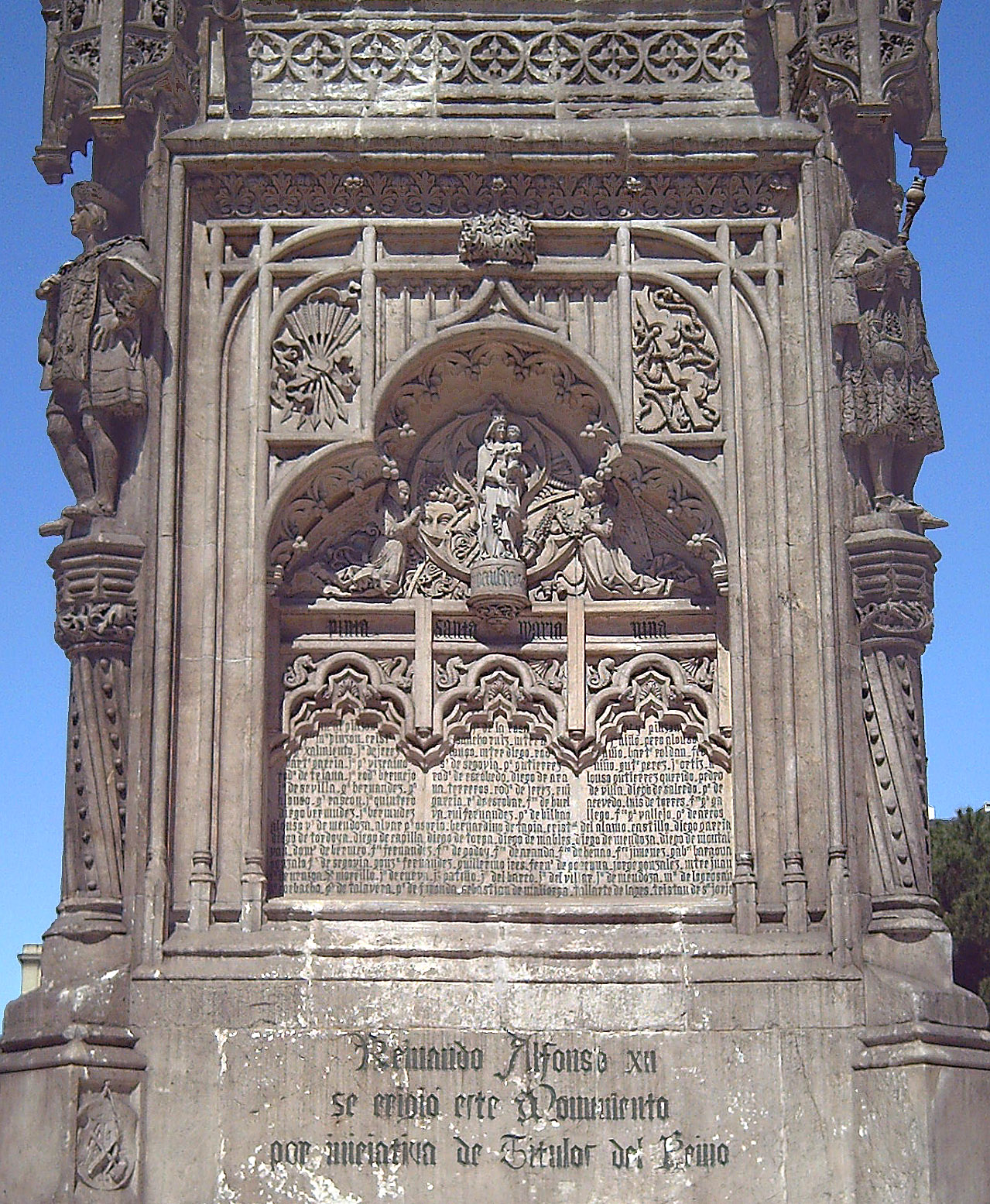
Sur
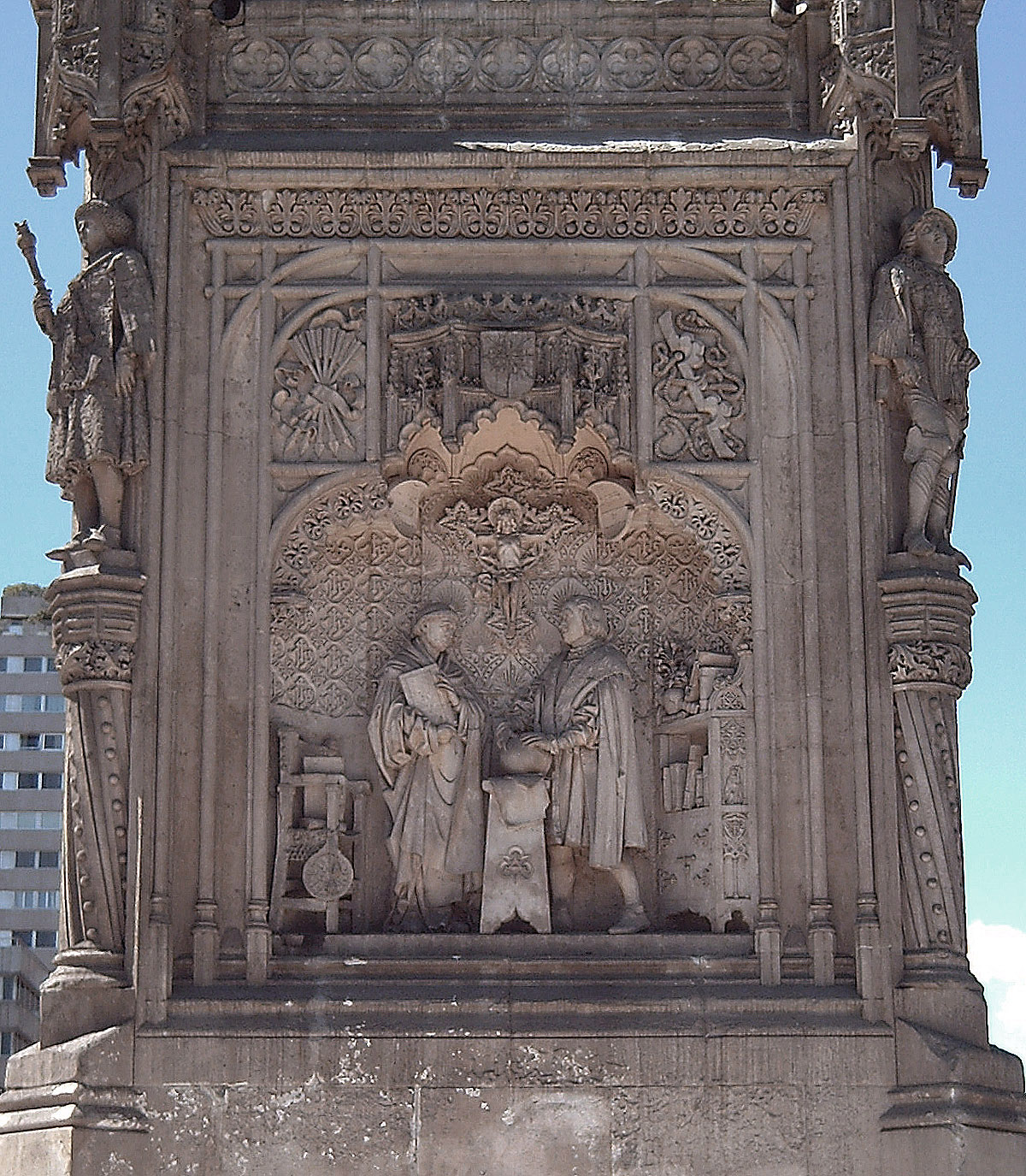
Este
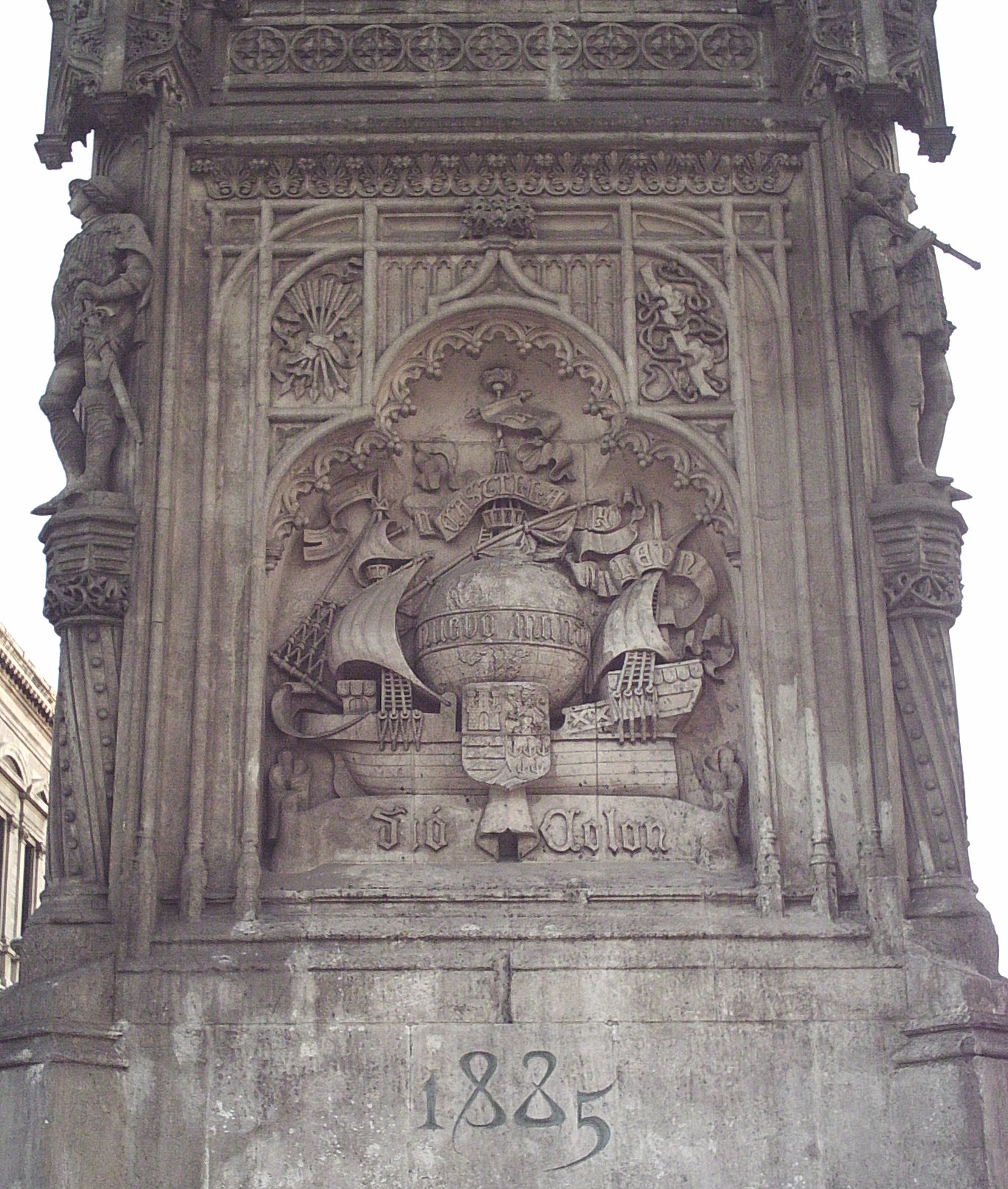
Norte

### Estatua

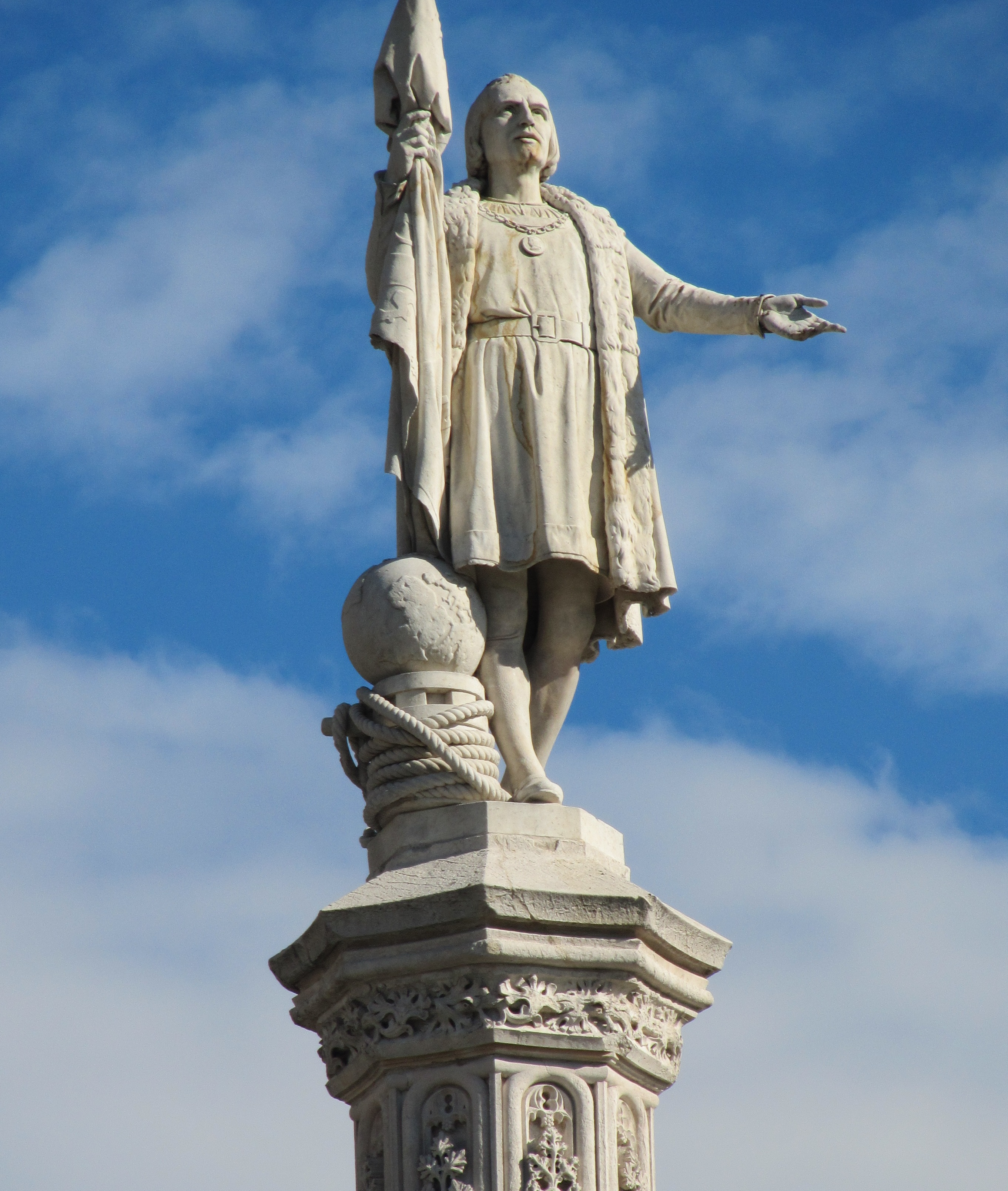
Estatua de Colón.

La estatua de Colón, de tres metros de altura, fue tallada en mármol blanco de Italia. Viste sayo y manto propios de su tiempo. En la mano derecha porta una bandera de Castilla, que apoya sobre un globo terráqueo, al tiempo que tiende la izquierda en ademán de oferta, y dirige su mirada al cielo. 
La Comisión neoyorquina para los festejos del IV centenario (1892) del Descubrimiento de América encargó a Suñol una estatua del Almirante, que fue una fundición en bronce de la que esculpió para Madrid. Actualmente se encuentra en Central Park (Manhattan).